# Бой с тенью (фильм, 2005)
«Бой с тенью» — российская криминальная драма режиссёра Алексея Сидорова. Премьера картины в прокате состоялась 16 марта 2005 года. Премьера телевизионной четырёхсерийной версии проходила с 5 по 8 декабря 2005 года на канале «Россия». Премьера фильма в федеральном телеэфире состоялась 22 октября 2006 года на канале «Россия».

## Сюжет
Артём Колчин — претендент на чемпионский титул по боксу, боец, известный по всему миру как Большая Белая Надежда. Он стремится к славе и деньгам, мечтает о любви.
За неделю до боя с известным американским боксёром Ларри Палмером он знакомится с медсестрой Викой и влюбляется в неё. На медосмотре Вика обнаруживает у него серьёзную проблему со зрением. Но, уступив уговорам Артёма, она скрывает от врача результаты осмотра. Артём получает разрешение на бой.
Его промоутер Вагит Валиев, бывший боксёр, желающий вернуться в большой спорт, очень надеется на победу Артёма. Он, не зная об обмане, твёрдо уверенный в победе своего бойца, при встрече с тренером Ларри Палмера отказывается от договорного боя, в котором Артёму планировалась роль проигравшего.
Но Артём всё-таки проигрывает бой из-за своей болезни и окончательно слепнет. Валиев разочарован, он отказывается помогать обманувшему его Артёму в лечении, заявляя: «Пускай его лечит и содержит тот, кто его выпустил на ринг».
Артём остался без помощи, у него нет никого, он вырос в детдоме. Вика понимает, что в случившемся есть её вина. Она решила помогать Артёму. Чтобы вернуть зрение, требуется срочная дорогостоящая операция. Вика просит деньги на операцию у своего бывшего любовника Игоря Щеглова, крупного наркоторговца. В ночь, когда Вика приходит в клуб за деньгами, происходит облава. Но, по иронии судьбы, Щеглова убивает человек Вагита, Змей. На Вику открывается охота и со стороны федеральной спецгруппы по борьбе с наркоторговлей, и со стороны людей Вагита, ведь она была единственной свидетельницей произошедшего.
Чтобы срочно добыть деньги на операцию, Артём с помощью Вики и её брата-подростка Кости осуществляет дерзкое ограбление инкассаторов банка, принадлежащего бывшему покровителю Артёма — Валиеву. После ограбления Вика, Артём и Костя скрываются сначала у друга Артема — Тимохи, а позже уезжают в Петербург к отцу Вики и Кости, где Артёму, на украденные деньги, делают операцию, после чего к нему возвращается зрение. Спецгруппа по борьбе с наркоторговлей арестовывает группировку Вагита. Артём оказывается в заключении из-за совершенного ограбления. Отбыв наказание, Артём выходит из лагеря. Его встречают Вика, Костя и Тимоха. И через некоторое время Артёму звонит Ларри Палмер и предлагает ему реванш.

## В ролях
| Актёр              | Роль                                                                                |
| ------------------ | ----------------------------------------------------------------------------------- |
| Денис Никифоров    | Артём Колчин                                                                        |
| Елена Панова       | Виктория Ермакова                                                                   |
| Иван Макаревич     | Костя                                                                               |
| Дмитрий Шевченко   | Нечаев, полковник специального отдела Управления по борьбе с наркотиками            |
| Андрей Панин       | Вагит Валиев, криминальный авторитет, наркоторговец                                 |
| Никита Зверев      | Игорь Щеглов, наркоторговец                                                         |
| Гас Редвуд         | Ларри Палмер                                                                        |
| Джон Эймос         | Элайджа Хилл                                                                        |
| Александр Кузнецов | «Змей», человек Валиева. Бывший сотрудник ГРУ. Работник охранного агентства «Орион» |
| Павел Деревянко    | Олег Петрович Тимохин, друг Колчина с интерната                                     |
| Ирина Дымченко     | мать Вики                                                                           |

| Актёр              | Роль                                          |
| ------------------ | --------------------------------------------- |
| Сергей Безруков    | Саша Белый (камео)                            |
| Максим Литовченко  | Шлыков, боец СОБР                             |
| Александр Карамнов | Рагоза, боец СОБР                             |
| Алексей Маслов     | Тополь                                        |
| Сергей Бехтерев    | актёр Сергей Станиславович в роли Ричарда III |
| Алексей Васильев   | водитель «Ауди»                               |
| Сергей Паршин      | отец Вики                                     |
| Борис Плотников    | доктор Дмитрий Иванович                       |
| Сергей Лосев       | дальнобойщик                                  |

## Съёмки
Съёмки финальной сцены (выход из колонии) снимались в Ревде, Мурманской области.

## Награды и номинации
В 2006 году фильм номинировался на премию MTV Russia Movie Awards в 10 категориях:
- Лучший фильм
- Лучшая мужская роль (Денис Никифоров)
- Лучшая женская роль (Елена Панова)
- Лучший злодей (Андрей Панин)
- Прорыв года (Денис Никифоров)
- Лучший поцелуй (Елена Панова, Денис Никифоров)
- Лучшая драка
- Лучший саундтрек — «King Ring (Серега)»
- Лучший саундтрек — «Бой с тенью (Triplex & Apocalyptica)»
- Лучшая экшн-сцена